# Alpin snowboard
Az alpin snowboard három irányzat (carwing, free- vagy extrém carving, skwal) valamint több versenyszám (lesiklás, műlesiklás, óriás-műlesiklás, párhuzamos műlesiklás, párhuzamos óriás-műlesiklás, 3S) összefoglaló elnevezése.

## Történet
Az alpin snowboard egyenes folytatása a snurfernek, melyet Sherman Poppen talált fel 1965-ben. Az igazi áttörést a fémkantni bevezetése hozta, melyet Dimitrije Milovich alkalmazott először a Wintersticken 1970-ben. Az első karvingolásra (élen vezetett fordulókra) alkalmas deszkát Tom Sims készítette 1982-ben. A deszka széleire szerelt acél él – ahogy a síben – snowboardban is hatalmas előnyt jelentett a kapuk kerülgetésekor, mert sokkal pontosabb élvezetést és ezzel sokkal szűkebb fordulókat tett lehetővé. Bár a freestyle snowboard atyjai eredetileg mind alpinosok voltak, valamikor a '90-es években megjelent egy törésvonal a két irányzat között, amit a Nemzetközi Síszövetség és a Nemzetközi Snowboard Szövetség közötti versengés a sportág irányításáért csak még jobban elmélyített. Talán mert az egykori forrófejű ifjúság mára középkorú családapákká szelídült, ez a szembenállás is kezd elcsitulni. Az alpin deszka manapság ritka látvány a sípályákon. Utánpótlása kérdéses.

## Felszerelés[3]
Deszka: Az alpin snowboard különböző irányzataiban és versenyszámaiban használt különböző deszkák három dologban megegyeznek: egyirányúak, szinterezett (P-Tex) a talpuk és kemény cipővel használják őket. A kemény kötés és cipő is a deszka és főleg az élek direkt irányítását segítik elő. A kötések állásszöge hegyes és azonos szögtartományba esnek.
A nagy síléc és snowboard gyártók a 2000-es évek második felében beszüntették az ilyen típusú deszkák gyártását, de mivel a versenysport fennmaradt, helyüket mára a főként versenyzőket, illetve a freecarving megszállottjait kiszolgáló specializált, egyedi "custom" deszkákat fejlesztő és gyártó manufaktúrák vették át, amelyek a folyamatos fejlesztésekkel, lassan igazi high-tech technikai sporttá teszik ezt a szakágat. A világkupában részt vevő jelentősebb deszkakészítők a Kessler, a világbajnok Sigi Grabner féle SG-Snowboards, az APEX, az Oxess, illetve a kétszeres olimpiai bajnok Philip Schoch-hoz köthető BlackPearl, továbbá a legendás F2. Freecarving deszkákat Svájcban, az USA-ban, Kanadában, Japánban, Koreában és Szlovéniában készítenek. A legismertebb gyártó a svájci Sword. Skwal-t a német Mpride, a svájci Oxess, a francia Lagriffe és az eszközt feltaláló Patrick "Thias" Balmain saját márkája a Thiaskwal, valamint a svéd RAD készít.
A modern verseny snowboardok alumínium (Titanal™) valamint üveg- és/vagy szénszálas szövet alkotta kompozit anyaggal borított famagból, jó vaxmegtartó képességű vagy nano-P-Tex™ talppal készülnek. Rádiuszuk 11-18 méter. Az alumíniumra a nagy menetsebességnél fellépő rezonancia csillapítása és a kanyarokban a jobb ívtartás, így a kemény, jeges pályákon a jobb éltartás miatt van szükség, amit a fém rossz rugózása és 360°-os torziós nyúlása segít elő. Az utóbbi években elterjedt platnik, miközben stabil talapzatot képeznek a ridernek, szabadon engedik a deszkát az ideális ívre hajlani, elősegítve a tökéletes élvezetést a kanyarokban.
Hardboot: A sícipőhöz hasonló felépítésű, kemény műanyag héjú cipő, de máshol merev. Bár régen ez volt az elterjedtebb, mára mindössze négy gyártó gyárt ilyet: a Deluxe (Raichle), a Head (Blax), a UPZ (UPS) és a G-Style. A szoros, merev cipő a kemény kötéssel kombinálva nagyon direkt és pontos kontrollt enged a deszka fölött. Az utóbbi időben gyártott cipők többségének belseje emlékező thermohab, amely a test melegének hatására felveszi a láb formáját. 
Kemény kötés: A hardboot kötése. Ilyet is nagyon kevesen gyártanak ma már. A piacot az F2 és a Catek uralja.
Az olcsóbb, tömeggyártott, műanyaggal kombinált verziók eltűntek, ma már csak CNC-vel megmunkált versenykötések kaphatók két verzióban.
A "Plate"-nek hívott kötés a cipő orránál csatolható be egyetlen csattal.
Az "Intec" viszont egy step-in kötés, amelyhez a cipő sarkát kell kicserélni a rugós szerkezetet is magában foglaló sarokelemre. Ebben a rugós szerkezet, amelyet egy, a cipő szárán kivezetett bovdennel lehet mozgatni, két acél stiftet mozgat, amelyek a kötésen kialakított lyukba illeszkednek. Bár mindkét verzió kimondottan kemény és nagyon direkt kapcsolatot létesít a cipő és a deszka között, az intec kötéseknek gyakorlatilag nulla a holtjátéka.

## Versenyszámok[7]

### Lesiklás
Downhill (DH)

### Műlesiklás
Slalom (SL)

### Óriás-műlesiklás
Giant Slalom (GS)

### Párhuzamos műlesiklás
Parallel Slalom (PSL)

### Párhuzamos óriás-műlesiklás
Parallel Giant Slalom (PGS)

### 3S
Triple-S (TSL)

## Szabályozó szervezetek
Nemzetközi Síszövetség
Európai Skwal Egyesülés